# Posoltega
Posoltega é um município da Nicarágua, situado no departamento de Chinandega. Tem 149 km² de área e sua população em 2020 foi estimada em 19.386 habitantes.